# Título de prensa
Un título de prensa es una producción de la prensa escrita. En general se distinguen y diferencian bien los diarios de otras publicaciones periódicas, así como las publicaciones académicas de las revistas.

## Definición
El título es el nombre que se le da a toda publicación periódica. Ejemplos : diario Le Monde, publicación periódica La Lettre diplomatique.

## El logo del título

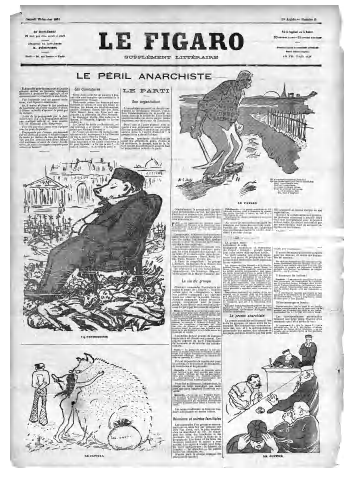
Suplemento literario de domingo del diario Le Figaro en 1894.

Obviamente el logo figura al menos en la primera página, y en principio, se encuentra posicionado arriba y a la izquierda, lo que generalmente permite una mejor identificación del título, desde el punto de vista de las ventas.
Al menos en Francia, la mayoría de los títulos de prensa de orientación izquierdista tienen un logo de color rojo (por ejemplo, L'Humanité o Libération), y un logo de color azul por aquellos de derecha o de centro (por ejemplo, Le Figaro o La Croix).

## Tiraje de títulos de prensa y número de títulos (en Francia)
Se sitúa alrededor de 3000 diferentes títulos, aunque es fluctuante. regularmente hay títulos que emergen (novedades), aunque otros largan sus últimas ediciones y cierran.

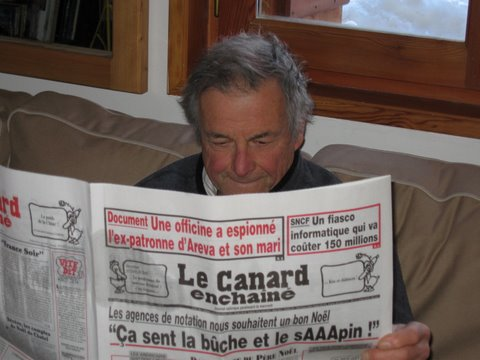
Lector consultando un ejemplar del periódico francés "Le Canard enchaîné" del miércoles 21 de diciembre de 2011.

La duración de vida de un título ciertamente es muy variable.
Entre los títulos actualmente comercializados, algunos datan del siglo XIX o de principios del siglo XX, y en apariencia es difícil que esos vayan a cerrar en el futuro próximo.
Por el contrario, otros títulos surgen con muchas expectativas, pero luego dejan de editarse apenas luego de dos o tres números.
Ejemplos de títulos que en Francia se emiten desde hace tiempo son: Le canard enchaîné creado en 1915; Art et décoration creado en 1897; La Croix creado en 1883, y Le Figaro iniciado en 1854.  
El número de títulos ha aumentado mucho después de 1945, en razón de la prensa especializada y de los órganos de prensa regionales.